# Zandhoven
Zandhoven és un municipi belga de la província d'Anvers a la regió de Flandes. Està compost per les seccions de Zandhoven, Massenhoven, Viersel, Pulderbos i Pulle. Limita al nord amb Zoersel, al nord-est amb Malle, a l'oest amb Ranst, a l'est amb Vorselaar, al sud amb Nijlen i al sud-est amb Grobbendonk.

## Evolució de la població

### Seglexix
| Any      | 1806 | 1816 | 1830 | 1846 | 1856 | 1866 | 1876 | 1880 | 1890 |
| -------- | ---- | ---- | ---- | ---- | ---- | ---- | ---- | ---- | ---- |
| Població | 786  | 893  | 955  | 982  | 1020 | 968  | 985  | 1026 | 1107 |
|          |      |      |      |      |      |      |      |      |      |

### Segle XX (fins a 1976)
| Any      | 1900 | 1910 | 1920 | 1930 | 1947 | 1961 | 1970 | 1976 |  |
| -------- | ---- | ---- | ---- | ---- | ---- | ---- | ---- | ---- |  |
| Població | 1158 | 1239 | 1295 | 1750 | 2270 | 2686 | 2921 | 3231 |  |
|          |      |      |      |      |      |      |      |      |  |

### 1977 ençà
| Any       | 1977 | 1980 | 1985 | 1990   | 1995   | 2000   | 2005   | 2006   |
| --------- | ---- | ---- | ---- | ------ | ------ | ------ | ------ | ------ |
| Població  | 8717 | 9377 | 9986 | 10.684 | 11.515 | 12.085 | 12.255 | 12.286 |
| Font: NIS |      |      |      |        |        |        |        |        |

## Agermanaments
- Heinebach